# HKmap.live
HKmap.live هي خدمةٌ لرسم الخرائط في الويب، حيثُ تقوم بتجميع المصادر وتتبع موقع المُتظاهرين والشرطة في هونغ كونغ. أُطلقت الخدمة خلال احتجاجات هونغ كونغ 2019، وكانت تجمع التقارير من خدمة تيليجرام للتراسل الفوري حول دوريات الشرطة واستعمال الغازات المُسيلة للدموع. تتوفر الخدمة في نظام أندرويد عبر متجر جوجل بلاي، كما تتوفر في إصدار ويب، أما في نظام آي أو إس فقد أُزيل التطبيق بواسطة شركة أبل.

## روابط خارجية
- الموقع الرسمي

HKmap.live على موقع Google Play (الإنجليزية)